# Hendrik van Nassau-Siegen (1611-1652)
Graaf Hendrik van Nassau-Siegen (Slot Siegen, 9 augustus 1611 – Hulst, 27 oktober/7 november 1652), Duits: Heinrich Graf von Nassau-Siegen (officiële titels: Graf zu Nassau, Katzenelnbogen, Vianden und Diez, Herr zu Beilstein), was een graaf uit het Huis Nassau-Siegen, een zijtak van de Ottoonse Linie van het Huis Nassau. Hij diende de Republiek der Verenigde Nederlanden in diplomatieke missies, als officier in het Staatse leger, en als gouverneur van Hulst.

## Biografie
Hendrik werd op 9 augustus 1611 op Slot Siegen geboren als de vierde zoon van graaf Johan VII ‘de Middelste’ van Nassau-Siegen en diens tweede echtgenote hertogin Margaretha van Sleeswijk-Holstein-Sonderburg. Hij werd op 29 september gedoopt, eveneens op Slot Siegen. Hij werd opgeleid aan het hof van de Keurpalts te Heidelberg en het Boheemse hof in Praag. Met de ‘Winterkoning’ (keurvorst Frederik V van de Palts, koning van Bohemen) vluchtte Hendrik van Praag naar Den Haag en studeerde met diens oudste zoon Frederik Hendrik sinds 14 september 1623 aan de Universiteit Leiden.

### In Staatse dienst
Hendrik werd op 27 november 1632 kapitein van een compagnie te voet in Staatse dienst. Op 2 januari 1636 werd hij luitenant-kolonel en op 23 maart 1647 kolonel van het Noordhollandse regiment. Op 20 april 1640 werd hij bovendien ritmeester. In de Tachtigjarige Oorlog onderscheidde hij zich bij het Beleg van Gennep in 1641 en in het Rijk van Nijmegen. Hij was sinds 1645 gouverneur van Hulst.
De Republiek heeft herhaaldelijk een beroep op Hendrik gedaan voor diplomatieke missies. In 1638 bracht hij in Parijs de gelukwensen van de Staten-Generaal over ter gelegenheid van de geboorte van de dauphin (de latere koning Lodewijk XIV), en verzocht hij koning Lodewijk XIII namens prins Frederik Hendrik peter te staan bij de doop van diens zoon Hendrik Lodewijk.
In 1643 maakte Hendrik een reis naar Scandinavië. In februari woonde hij in Stockholm het huwelijk bij van graaf Oxenstierna (een neef van de Zweedse rijkskanselier Axel Oxenstierna). Aan het hof van koningin Christina van Zweden ontmoette Hendrik zijn zuster Amalia en haar echtgenoot, veldmaarschalk Herman Wrangel af Salmis, gouverneur van Lijfland. Met een groot gevolg reisde Hendrik naar Danzig en Warschau en keerde via Wenen terug naar de Republiek. Het doel van deze diplomatieke reis is onbekend gebleven. Maar uit een brief is wel bekend dat koning Wladislaus IV van Polen, ondanks zijn wantrouwen jegens alles wat van prins Frederik Hendrik kwam, Hendrik graag aan zijn hof had gezien als Nederlandse gezant.
In 1649 ondernam Hendrik nogmaals een reis naar de Noordse landen, waarvan het doel eveneens onbekend gebleven is. Deze reis leverde hem de hoge onderscheiding van de Deense Orde van de Olifant op. De later beroemde wetenschapper en uitvinder Christiaan Huygens, wiens kennis van het recht in de ‘Deensche saecke’ van nut zou zijn voor Hendrik, vergezelde hem als geheimschrijver. Huygens heeft interessante verslagen gegeven over de ervaringen van Hendrik aan het Deense koninklijk hof. De Deens-Noorse koningin Sophia Amalia nam het peterschap op zich van Hendriks in 1650 geboren dochter Sophia Amalia.
Hendrik was samen met zijn broers Johan Maurits en George Frederik op 2 mei 1652 getuige namens het Huis Nassau bij het huwelijk van graaf Willem Frederik van Nassau-Diez, de stadhouder van Friesland, en gravin Albertine Agnes van Nassau in Kleef.

### Strijd om het graafschap Nassau-Siegen

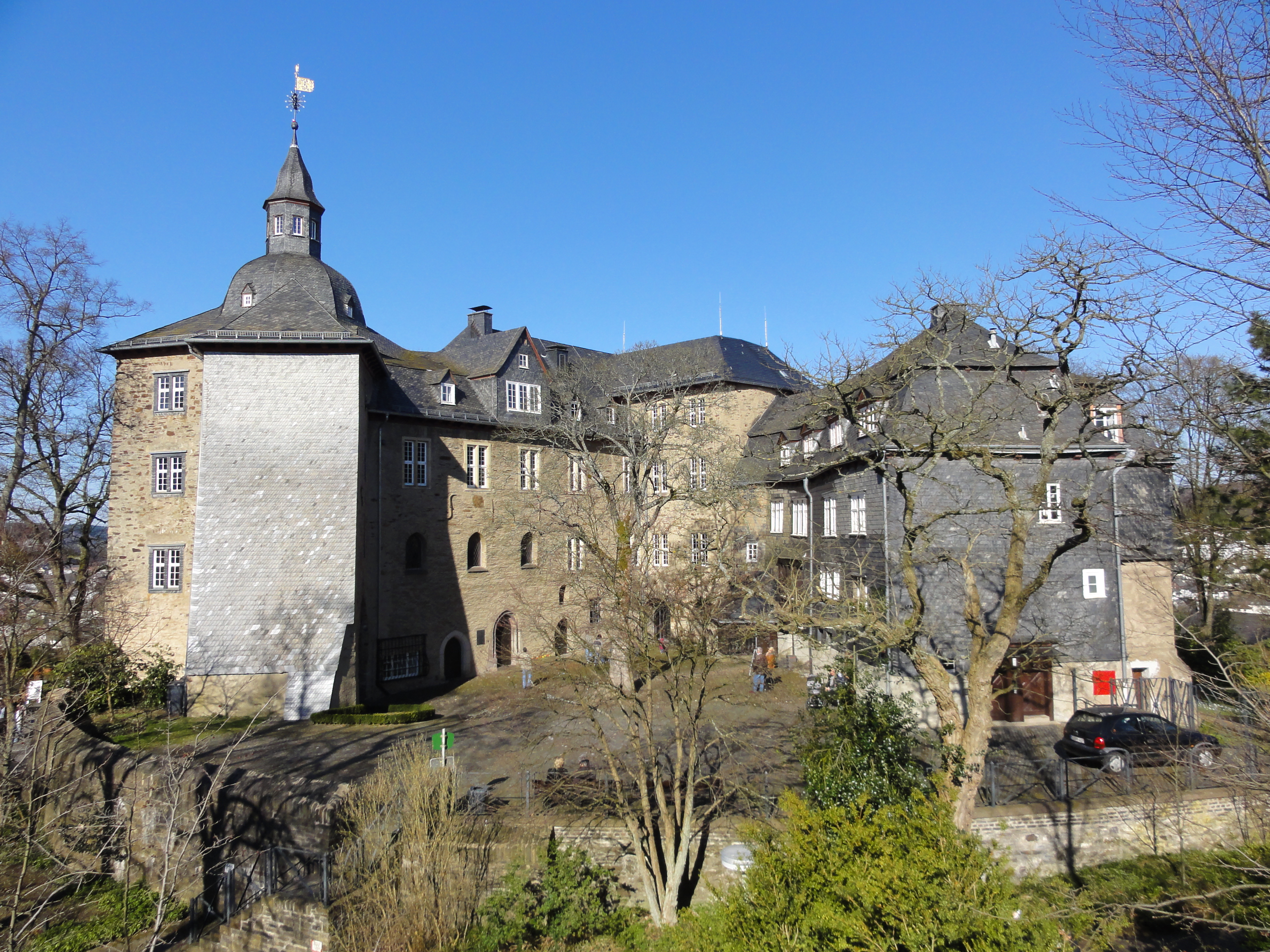
Slot Siegen.

Het testament van graaf Johan VII ‘de Middelste’ uit 1621 liet Johan Maurits en zijn jongere broers uit het tweede huwelijk van hun vader het ambt Freudenberg na, alsmede enkele dorpen in het Haingericht, plus een derde deel van het bestuur over de stad Siegen. Voor de oudste zoon uit het eerste huwelijk, Johan ‘de Jongere’, was in dit derde testament dus slechts een derde van het graafschap Nassau-Siegen voorzien. Op 6 augustus 1621 werd hij hiervan op de hoogte gesteld met een nauwkeurige opgave van de redenen die zijn vader tot deze stap hadden bewogen. Pas op 9 mei 1623, dat wil zeggen twee jaar later, protesteerde Johan ‘de Jongere’ hiertegen met een brief vanuit Frankfurt aan de raadsheren van Siegen. Natuurlijk had hij intussen niet stilgezeten en had hij niet geschroomd om zijn vader bij de keizer aan te klagen. Ten tijde van zijn protestbrief was hij zeker al op de hoogte van het Poenale mandatum cassatorium, dat keizer Ferdinand II enige tijd later, op 27 juni 1623, officieel uitvaardigde en waarmee Johan ‘de Middelste’ meegedeeld werd dat hij ten tijde van het opmaken van zijn derde testament als medestrijder van de vogelvrij verklaarde Winterkoning niet gerechtigd was een testament op te maken. Hij moest dit testament dus intrekken en zich binnen twee maanden voor een keizerlijk gerechtshof verantwoorden. Het heeft er alle schijn van dat Johan ‘de Jongere’ er daarna voor teruggeschrokken is het keizerlijk decreet aan zijn ernstig zieke vader te laten bezorgen.
Johan ‘de Middelste’ overleed op 27 september 1623 op Slot Siegen. Geen van de drie in het testament genoemde zoons was bij het overlijden van hun vader aanwezig. Op 13 oktober arriveerden Willem en Johan Maurits in Siegen, en op 26 oktober Johan ‘de Jongere’. Iedereen wist dat er ruzie zou komen bij de voorlezing van het testament op 11 december 1623. Johan ‘de Jongere’ liet het keizerlijke decreet voorlezen, en toen zijn broers daar niet erg van onder de indruk waren, zei hij bij het opstaan: ‘Der Kaiser wird uns scheiden!’. Hij had de voorzorg genomen om een volgend keizerlijk decreet van 20 november 1623 te verkrijgen tegen gravin-weduwe Margaretha en haar zoons, waarin de keizer ten strengste verbood om Johans regeringsaanvaarding, zijn inbezitneming van het land en zijn huldiging te belemmeren. Johan ‘de Jongere’ kon op 12 januari 1624 de huldiging van de stad Siegen aanvaarden, maar alleen omdat hij tevoren in een hevige sneeuwstorm heimelijk een eskadron geselecteerde ruiters door de kasteelpoort (dus niet door een stadspoort) de stad had binnengelaten, zodat zij door de stadswachten niet gezien of gehoord konden worden.
Johan ‘de Jongere’ kreeg dus de hele erfenis. Maar op 13/23 januari 1624 stond Johan ‘de Jongere’ vrijwillig de soevereiniteit over het ambt Hilchenbach met de Burcht Ginsburg en enkele plaatsen die tot de ambten Ferndorf en Netphen behoorden, aan Willem af. Met uitzondering van Johan Maurits en George Frederik namen de jongere broers genoegen met bescheiden apanages. Voortaan had het graafschap Nassau-Siegen, tot 1645, twee regeringen, de ene in Siegen, de andere in Hilchenbach. Voor een korte periode (1632–1635) onderging deze situatie echter een tijdelijke verandering: tijdens de Dertigjarige Oorlog kwamen zijn broers, die aan protestantse zijde vochten, in opstand tegen Johan ‘de Jongere’.
Graaf Lodewijk Hendrik van Nassau-Dillenburg trad op 1 december 1631 in dienst van koning Gustaaf II Adolf van Zweden, die op 24 juni 1630 in Duitsland was geland om ten gunste van de protestanten in te grijpen in de Dertigjarige Oorlog. Gravin-weduwe Margaretha wendde zich door bemiddeling van Lodewijk Hendrik tot Gustaaf Adolf en vroeg om hulp tegen de machinaties van haar stiefzoon Johan ‘de Jongere’. Bijgevolg zond de Zweedse koning op 14 februari 1632 vanuit Frankfurt een bevel aan Lodewijk Hendrik om zijn verwant Johan Maurits militaire steun te verlenen. Lodewijk Hendrik bezette toen de stad Siegen met zijn regiment bestaande uit Nederlandse en Zweedse soldaten. Een dag later, op 29 februari, arriveerden Johan Maurits en zijn broer Hendrik in Siegen. Zoals acht jaar eerder Johan ‘de Jongere’ zijn ruiterij in reserve had gehouden, zo onderhandelden nu Johan Maurits en Hendrik, gesteund door de aanwezigheid van het Zweedse regiment, met de burgers, die zich gebonden voelden door de eed die zij aan Johan ‘de Jongere’ hadden gezworen. Op 4 maart, na lange en moeizame onderhandelingen, huldigden de burgers Johan Maurits en Hendrik. Johan Maurits verkreeg voor zichzelf niet alleen het ambt Freudenberg, dat zijn vader in het testament van 1621 voor hem bestemd had, maar ook Netphen, dat in hetzelfde testament voor Johan ‘de Jongere’ bestemd was. Willem werd niet alleen bevestigd in het bezit van Hilchenbach, maar kreeg ook Ferndorf en Krombach, zoals het testament van zijn vader had bepaald. De stad Siegen bracht alleen hulde aan Willem en Johan Maurits, die pas in 1635 hun oudere broer Johan ‘de Jongere’ weer tot de mede-soevereiniteit toelieten. Deze herstelde echter spoedig de oude orde: in 1636 werd hij opnieuw de enige eigenaar van de bezittingen van zijn vader, met uitzondering van Hilchenbach, dat hij aan Willem liet, en bestuurde hij de stad Siegen weer alleen. Johan Maurits werd opnieuw uitgesloten van de soevereiniteit over het graafschap. In 1642 erfde hij echter het grondgebied van zijn broer Willem, overeenkomstig het testament van zijn vader.
Johan ‘de Jongere’ overleed op 27 juli 1638 in Ronse. Zijn enige zoon Johan Frans Desideratus werd op 28 juli 1627 in Nozeroy geboren. Die stond tot zijn huwelijk in 1651 onder regentschap van zijn moeder. Hij deed verschillende pogingen om het gehele Siegerland te verkrijgen. In 1646 bezocht hij de keizer in Wenen om te protesteren tegen de inbezitneming van het graafschap door zijn oom Johan Maurits. Die had, na zijn terugkeer uit Brazilië, op 22 januari 1645 met zijn broers George Frederik en Hendrik en met 80 man gevolg met geweld Slot Siegen bezet, en had op 15 februari de hernieuwde huldiging van de burgers ontvangen, zij het ditmaal slechts voor twee derde van het graafschap. Johan Maurits wilde zich, om een einde te maken aan het voortdurende geruzie, strikt houden aan het testament van zijn vader uit 1621 en zijn neef Johan Frans Desideratus het hem toekomende derde deel laten. Reeds voor zijn vertrek naar Brazilië had Johan Maurits zijn onderdanen op 25 oktober 1635 uitdrukkelijk gemachtigd zijn toen nog levende oudste halfbroer Johan ‘de Jongere’ als medelandsheer te erkennen. In 1645 deed Johan Maurits afstand van zijn rechten op het ambt Freudenberg, verleend bij het testament uit 1621, ten gunste van zijn broer George Frederik. Johan Frans Desideratus had in Wenen bij de keizer geen succes, en twee jaar later bekrachtigde keizer Ferdinand III tijdens het Congres van Westfalen het zo heftig betwiste testament van Johan ‘de Middelste’ uit 1621. Daarmee bleef voor Johan Frans Desideratus alleen het katholieke derde deel over, dat nu nog bekend staat als Johannland. De beide andere derde delen verenigde Johan Maurits in zijn hand, omdat zijn broer Willem al was overleden en hem zijn derde deel had nagelaten, en George Frederik in 1649 al zijn rechten aan Johan Maurits afstond. Het was dus deze laatste die het ambt Freudenberg bleef beheren.

### Overlijden, begrafenis en herbegrafenis
Hendrik overleed op 27 oktober/7 november 1652 in Hulst. Hij werd begraven in Terborg. Op 17 juli 1669 werd hij herbegraven in de Fürstengruft in Siegen.

## Huwelijk en kinderen

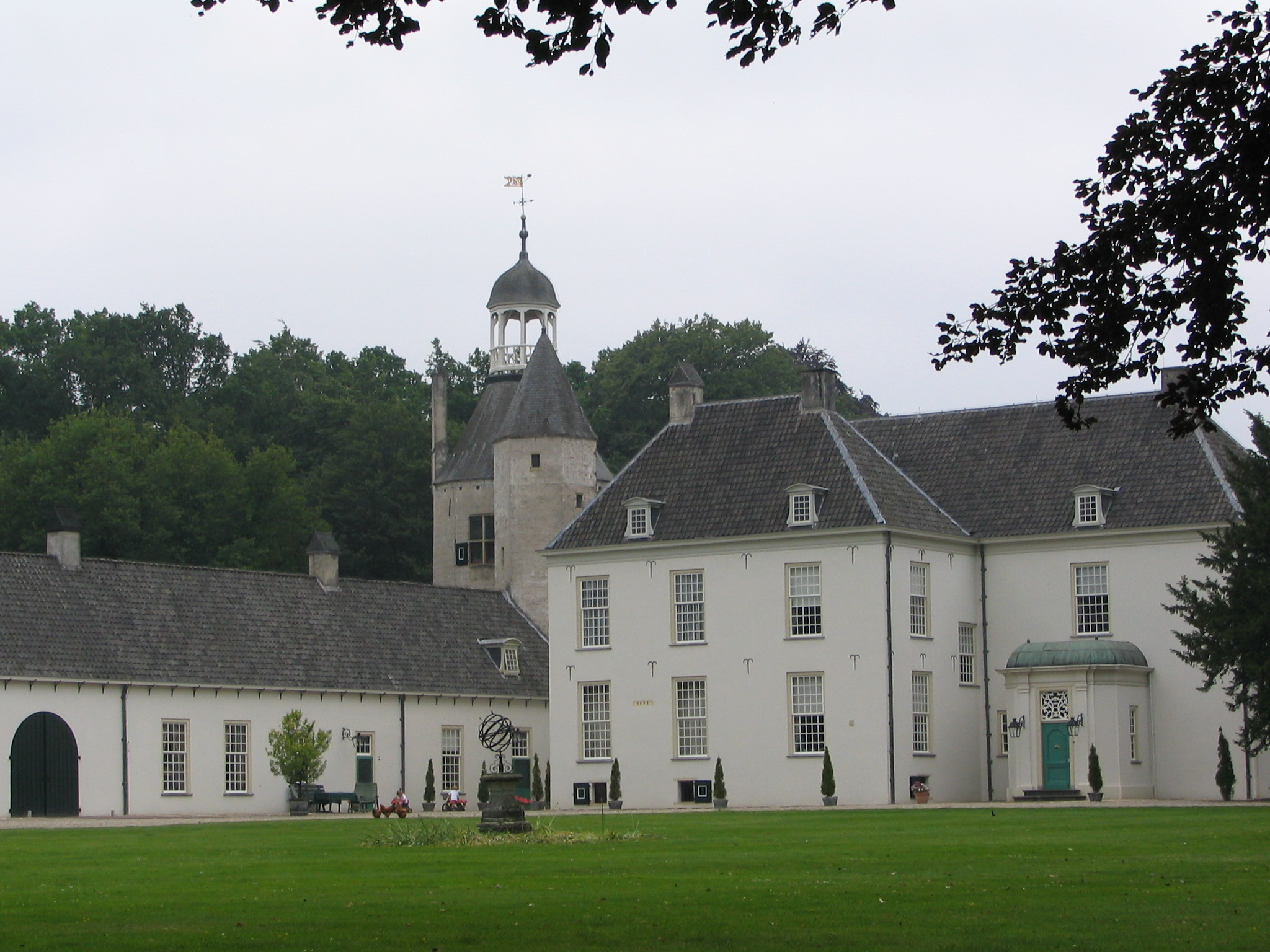
Kasteel Wisch in Terborg.

Hendrik huwde op Kasteel Wisch in Terborg op 19/29 april 1646 met gravin Maria Magdalena van Limburg-Stirum (1632 – Nassauischer Hof, Siegen, 27 december 1707), de dochter en enig kind van graaf George Ernst van Limburg-Stirum en zijn eerste echtgenote Magdalena van Bentheim-Tecklenburg. Maria Magdalena was de erfdochter van het graafschap Bronkhorst en de heerlijkheden Wisch, Borculo, Lichtenvoorde en Wildenborch. Zij was tevens eigenaresse van het goed Overhagen.
Uit dit huwelijk werden de volgende kinderen geboren:
1. Ernestina (Kasteel Wisch, Terborg, 15 november 1647[noot 9] – Hulst, oktober 1652[noot 10]).
2. Willem Maurits (Kasteel Wisch, Terborg, 18/28 januari 1649[noot 11] – Nassauischer Hof, Siegen, 23 januari 1691Jul.[noot 12]), volgde in 1679 zijn oom Johan Maurits op als vorst van Nassau-Siegen. Huwde op Slot Schaumburg op 6 februari 1678Jul.[noot 13] met prinses Ernestine Charlotte van Nassau-Schaumburg (Slot Schaumburg, 20 mei 1665Jul.[noot 14] – Nassauischer Hof, Siegen, 21 februari 1732[noot 15]).
3. Sophia Amalia (Kasteel Wisch, Terborg, 10 januari 1650Jul.[noot 16] – Mitau, 15/25 november 1688[noot 17]), huwde in Den Haag op 5 oktober 1675Greg.[noot 18] met hertog Frederik Casimir van Koerland (6 juli 1650 – 22 januari 1698).
4. Frederik Hendrik[noot 19] (Kasteel Wisch, Terborg, 11 november 1651[noot 20] – Roermond, 4 september 1676[noot 21]), was kolonel in het Staatse leger.

De zoons Willem Maurits en Frederik Hendrik werden na het overlijden van hun vader door hun oom Johan Maurits van Nassau-Siegen geadopteerd. Willem Maurits, Sophia Amalia en Frederik Hendrik werden in 1664 verheven tot prins(es).

## Voorouders
| Voorouders van Hendrik van Nassau-Siegen | Voorouders van Hendrik van Nassau-Siegen                                                                               | Voorouders van Hendrik van Nassau-Siegen                                                                               | Voorouders van Hendrik van Nassau-Siegen                                                                               | Voorouders van Hendrik van Nassau-Siegen                                                                               | Voorouders van Hendrik van Nassau-Siegen                                                                                | Voorouders van Hendrik van Nassau-Siegen                                                                                | Voorouders van Hendrik van Nassau-Siegen                                                                                | Voorouders van Hendrik van Nassau-Siegen                                                                                |
| ---------------------------------------- | --- | --- | --- | --- | --- | --- | --- | --- |
| Betovergrootouders                       | Johan V van Nassau-Siegen (1455–1516) ⚭ 1482 Elisabeth van Hessen-Marburg (1466–1523)                                  | Botho III van Stolberg-Wernigerode (1467–1538) ⚭ 1500 Anna van Eppstein-Königstein (1481–1538)                         | Johan IV van Leuchtenberg (1470–1531) ⚭ 1502 Margaretha van Schwarzburg-Blankenburg (1482–1518)                        | Frederik V ‘de Oudere’ van Brandenburg-Ansbach (1460–1536) ⚭ 1479 Sofia van Polen (1464–1512)                          | Frederik I van Denemarken (1471–1533) ⚭ 1502 Anna van Brandenburg (1487–1514)                                           | Magnus I van Saksen-Lauenburg (?–1543) ⚭ 1509 Catharina van Brunswijk-Wolfenbüttel (?–1563)                             | Filips I van Brunswijk-Grubenhagen (ca. 1476–1551) ⚭ 1517 Catharina van Mansfeld (1501–1535)                            | George I van Pommeren (1493–1531) ⚭ 1513 Amalia van de Palts (1490–1524)                                                |
| Overgrootouders                          | Willem I ‘de Rijke’ van Nassau-Siegen (1487–1559) ⚭ 1531 Juliana van Stolberg-Wernigerode (1506–1580)                  | Willem I ‘de Rijke’ van Nassau-Siegen (1487–1559) ⚭ 1531 Juliana van Stolberg-Wernigerode (1506–1580)                  | George III van Leuchtenberg (1502–1555) ⚭ 1528 Barbara van Brandenburg-Ansbach (1495–1552)                             | George III van Leuchtenberg (1502–1555) ⚭ 1528 Barbara van Brandenburg-Ansbach (1495–1552)                             | Christiaan III van Denemarken (1503–1559) ⚭ 1525 Dorothea van Saksen-Lauenburg (1511–1571)                              | Christiaan III van Denemarken (1503–1559) ⚭ 1525 Dorothea van Saksen-Lauenburg (1511–1571)                              | Ernst V van Brunswijk-Grubenhagen (1518–1567) ⚭ 1547 Margaretha van Pommeren (1518–1569)                                | Ernst V van Brunswijk-Grubenhagen (1518–1567) ⚭ 1547 Margaretha van Pommeren (1518–1569)                                |
| Grootouders                              | Johan VI ‘de Oude’ van Nassau-Siegen (1536–1606) ⚭ 1559 Elisabeth van Leuchtenberg (1537–1579)                         | Johan VI ‘de Oude’ van Nassau-Siegen (1536–1606) ⚭ 1559 Elisabeth van Leuchtenberg (1537–1579)                         | Johan VI ‘de Oude’ van Nassau-Siegen (1536–1606) ⚭ 1559 Elisabeth van Leuchtenberg (1537–1579)                         | Johan VI ‘de Oude’ van Nassau-Siegen (1536–1606) ⚭ 1559 Elisabeth van Leuchtenberg (1537–1579)                         | Johan ‘de Jongere’ van Sleeswijk-Holstein-Sonderburg (1545–1622) ⚭ 1568 Elisabeth van Brunswijk-Grubenhagen (1550–1586) | Johan ‘de Jongere’ van Sleeswijk-Holstein-Sonderburg (1545–1622) ⚭ 1568 Elisabeth van Brunswijk-Grubenhagen (1550–1586) | Johan ‘de Jongere’ van Sleeswijk-Holstein-Sonderburg (1545–1622) ⚭ 1568 Elisabeth van Brunswijk-Grubenhagen (1550–1586) | Johan ‘de Jongere’ van Sleeswijk-Holstein-Sonderburg (1545–1622) ⚭ 1568 Elisabeth van Brunswijk-Grubenhagen (1550–1586) |
| Ouders                                   | Johan VII ‘de Middelste’ van Nassau-Siegen (1561–1623) ⚭ 1603 Margaretha van Sleeswijk-Holstein-Sonderburg (1583–1658) | Johan VII ‘de Middelste’ van Nassau-Siegen (1561–1623) ⚭ 1603 Margaretha van Sleeswijk-Holstein-Sonderburg (1583–1658) | Johan VII ‘de Middelste’ van Nassau-Siegen (1561–1623) ⚭ 1603 Margaretha van Sleeswijk-Holstein-Sonderburg (1583–1658) | Johan VII ‘de Middelste’ van Nassau-Siegen (1561–1623) ⚭ 1603 Margaretha van Sleeswijk-Holstein-Sonderburg (1583–1658) | Johan VII ‘de Middelste’ van Nassau-Siegen (1561–1623) ⚭ 1603 Margaretha van Sleeswijk-Holstein-Sonderburg (1583–1658)  | Johan VII ‘de Middelste’ van Nassau-Siegen (1561–1623) ⚭ 1603 Margaretha van Sleeswijk-Holstein-Sonderburg (1583–1658)  | Johan VII ‘de Middelste’ van Nassau-Siegen (1561–1623) ⚭ 1603 Margaretha van Sleeswijk-Holstein-Sonderburg (1583–1658)  | Johan VII ‘de Middelste’ van Nassau-Siegen (1561–1623) ⚭ 1603 Margaretha van Sleeswijk-Holstein-Sonderburg (1583–1658)  |